# 25421 Gafaran
25421 Gafaran (tên chỉ định: 1999 VL86) là một tiểu hành tinh vành đai chính. Nó được phát hiện bởi dự án Nghiên cứu tiểu hành tinh gần Trái Đất Lincoln ở Socorro, New Mexico, ngày 5 tháng 11 năm 1999. Nó được đặt theo tên Gabriela Aylin Faran, a finalist ở Cuộc thi tìm kiếm Tài năng Khoa học trẻ Intel năm 2009.